# Ynys Eilun
Ynys Eilun est une île du pays de Galles située dans le Pembrokeshire ; elle se trouve à l'est d'Ynys Bery, au sud-est d'Ynys Cantwr, et à proximité d'un îlot nommé Pont yr Eilun.

## Étymologie
Le nom de l'île est composé des mots gallois ynys (« île ») et eilun (« idole, image »).